# Tri-Cities (Washington)
Tri-Cities (letterlijk 'drie-steden') is een verstedelijkt gebied in de Amerikaanse staat Washington dat hoofdzakelijk wordt gevormd door de drie steden Pasco, Kennewick en Richland. Het gebied bevindt zich aan beide zijden van de Columbia, bij de samenvloeiingen met de Snake River en de Yakima. De agglomeratie heeft als geheel zo'n 250.000 inwoners, waarvan zo'n 200.000 in de drie steden zelf.